# Take Me Tonight
«Take Me Tonight» (en español: «Tómame esta noche») es una canción del cantante alemán Alexander Klaws, ganador de la primera temporada del programa buscatalentos Deutschland sucht den Superstar (Alemania busca una estrella). Escrito y producido por el juez del programa, Dieter Bohlen, es el sencillo debut de su primer álbum Take Your Chance. Fue previamente grabado, antes de la final del concurso, para ser tocado en las radioemisoras el día inmediatamente después de la premiación del ganador. 
Tras su lanzamiento, debutó en el número uno en las listas de sencillos de Alemania y Suiza. Se vendieron más de 700.000 copias del sencillo.

## Premios
- Alemania: Disco de oro y doble disco de platino.
- Austria: Disco de platino
- Suiza: Disco de oro.

## Créditos
- Letra: Dieter Bohlen
- Música: Dieter Bohlen
- Productor: Dieter Bohlen
- Arreglos: Lalo Titenkov
- Coros: Anja Mahnken, Madeleine Lang, Chris Bendorff y Billy King.
- Guitarra: P. Weihe
- Mezcla: Jeo@jeopark
- Diseño de Arte: Reinsberg
- Fotografía: Fryderyk Gabowicz
- Distribución: BMG

## Lista de canciones
CD-Maxi Hansa / 19 82876 51743 2 (BMG) / EAN 0828765174329	14.03.2003
1. 	Take Me Tonight (Radio Edit)		4:00
2. 	Take Me Tonight (Extended Version)	5:19
3. 	Take Me Tonight (Instrumental)		4:00

## Posicionamiento en listas
| Lista (2003)                          | Máxima posición |
| ------------------------------------- | --------------- |
| Alemania (Offizielle Deutsche Charts) | 1               |
| Austria (Ö3 Austria Top 40)           | 2               |
| Suiza (Schweizer Hitparade)           | 1               |